# Kokořov (Všeruby)
Kokořov je malá vesnice, část města Všeruby v okrese Plzeň-sever v Plzeňském kraji.
Je zde evidováno 18 adres. V roce 2011 zde trvale žilo 64 obyvatel.

## Poloha
Kokořov se nachází asi tři kilometry východně od Všerub, v katastrálním území Všeruby u Plzně o výměře 8,6 km².

## Historie
Obec je spjata s panským rodem Kokořovců z Kokořova. První písemná zmínka o vesnici pochází z roku 1225.

## Obyvatelstvo
| Rok            | 1869 | 1880 | 1890 | 1900 | 1910 | 1921 | 1930 | 1950 | 1961 | 1970 | 1980 | 1991 | 2001 | 2011 | 2021 |
| -------------- | ---- | ---- | ---- | ---- | ---- | ---- | ---- | ---- | ---- | ---- | ---- | ---- | ---- | ---- | ---- |
| Počet obyvatel | 0    | 83   | 109  | 107  | 123  | 0    | 146  | 0    | 0    | 0    | 72   | 56   | 54   | 64   | 54   |
| Počet domů     | 0    | 11   | 14   | 16   | 15   | 10   | 25   | 0    | 0    | 0    | 16   | 13   | 15   | 13   | 13   |

## Obecní správa
Kokořov vznikl k 1. lednu 1982 jako část města Všeruby v okrese Plzeň-sever.